# 佐伯匠
佐伯 匠（さえき たくみ、3月20日 - ）は、日本の男性声優。大分県出身。以前はアーツビジョンに所属していた。

## 略歴
日本ナレーション演技研究所出身。また、かつてゲンロンで放送スタッフとして働いていた。
2018年10月5日に発売されたゲームソフト『アサシン クリード オデッセイ』のアレクシオス役で初主演。

## 人物
趣味には料理、ゲーム、読書をそれぞれ挙げている。特技にはトークを挙げている。

## 出演
太字はメインキャラクター。

### テレビアニメ
2017年
- 魔法陣グルグル（魔王歌唱）

2018年
- citrus（男性）
- ゴールデンカムイ（兵士達）
- バキ（観客）

2019年
- かつて神だった獣たちへ（北軍兵B、北軍兵A、住民C、兵士C、招待客A 他）
- ダンベル何キロ持てる?（チラシ配りのバイト）

2020年
- いわかける! - Sport Climbing Girls -（男性C、男性B）

2021年
- RE-MAIN（生徒A、六花学園キーパー）
- SCARLET NEXUS（兵士）

2022年
- スローループ（釣り大会客）
- 悪役令嬢なのでラスボスを飼ってみました（手下）
- 農民関連のスキルばっか上げてたら何故か強くなった。（村の男3）

2023年
- クレヨンしんちゃん（観客G）

### 劇場アニメ
- 映画 妖怪ウォッチ 空飛ぶクジラとダブル世界の大冒険だニャン!（2016年、人々）
- ひるね姫 〜知らないワタシの物語〜（2017年）
- ANEMONE/交響詩篇エウレカセブン ハイエボリューション（2018年）
- クレヨンしんちゃん 新婚旅行ハリケーン 〜失われたひろし〜（2019年、仮面族）

### Webアニメ
- バキ（2020年、観客）

### ゲーム
- 姫王と最後の騎士団（2016年）
- ヒロイックソングス!（2017年、橘駿[4]）
- プリンセスコネクト!Re:Dive（2018年）
- アサシン クリード オデッセイ（2018年、アレクシオス[5]）
- トライアングルストラテジー（2022年、フラニ・グリンブルク[6]）
- SDガンダム バトルアライアンス（2022年、ブラボー、ジオン残党兵B、アロウズ兵A）